# Дителлурид олова
Дителлурид олова — бинарное неорганическое соединение
олова и теллура
с формулой SnTe2,
чёрные кристаллы,
не растворяется в воде.

## Физические свойства
Дителлурид олова образует чёрные кристаллы.
Является полупроводником.
Не растворяется в воде.

## Химические свойства
- Реагирует с кислотами и щелочами.